# Leri Khabelov
Leri Khabelov ( géorgien : ლერი ხაბელოვი  , russe : Лери Габрелович Хабелов), né le 5 juillet 1964 à Tbilissi, est un lutteur et homme politique géorgien.

## Carrière sportive
Khabelov est originaire d'Ossétie, pays qui a fourni, après la Seconde Guerre Mondiale, de nombreux lutteurs de classe internationale. Ceux-ci ont principalement concouru pour l'URSS mais parfois pour d'autres pays comme la Géorgie, notamment après l'effondrement du bloc soviétique.
Il se spécialise en lutte libre et s'entraîne sous la direction du double champion olympique Arsen Fadzayev et de B.Chavlokov, au ZKSA Vladikavkaz. A 18 ans, en 1982, il est sacré champion du monde junior dans la catégorie des moins de 87 kilos. Dans cette catégorie d'âge, il remporte un second championnat du monde et un championnat d'Europe.
Engagé chez les seniors en 1985, il s'illustre en remportant d'emblée le titre européen des poids lourds à Leipzig, puis le titre mondial à Budapest. Mais l'année suivante, il est battu pour le titre national par Aslan Khadarzev et de ce fait, n'est retenu que pour une seule épreuve de la coupe du monde.
Il s'illustre de nouveau en 1987 et 1988, remportant les championnats d'Europe et du monde. Il triomphe notamment du Roumain Vasile Pușcașu, l'un de ses principaux concurrents. Aussi se présente-t-il aux Jeux olympiques de 1988 avec le statut de favori de la catégorie poids lourds (90-100 kg). Opposé en finale à Pușcașu, il se fait surprendre dès le début du combat et concède un avantage qu'il ne parviendra jamais à rattraper, malgré toute son énergie.
Déçu, Khabelov met sa carrière internationale entre parenthèses en 1989. Il est de retour en 1990 et s'impose aux championnats du monde, organisés à Tokyo, malgré un combat perdu en poule contre l'Américain Kirk Trost. Il conserve son titre en 1991, en battant en finale l'Américain Mark Coleman.
1992 est la meilleure année de sa carrière sportive : après avoir décroché le titre européen face à l'Allemand Heiko Balz, il s'impose de justesse face au même adversaire aux Jeux olympiques de Barcelone. Il obtient son dernier titre l'année suivante, aux championnats du monde, devant le Turc Ali Kayalı.
Il tente sa chance en 1995 dans la catégorie des super-lourds mais doit se contenter de médailles de bronze aux championnats d'Europe et du monde. Revenu à sa catégorie habituelle aux Jeux olympiques d'Atlanta en 1996, il n'obtient que la quatorzième place et met un terme à sa carrière. Il se consacre ensuite à l'entraînement, avant de s'engager en politique au sein du parti Rêve géorgien de l'homme d'affaires franco-géorgien Bidzina Ivanichvili. Il est élu au Parlement en 2012 et exerce des responsabilités politiques dans le domaine sportif.
Il est intronisé au temple de la renommée de la lutte en 2006.